# Косьцелец (гмина)
Косьцелец (пол. Kościelec) — сельская гмина (волость) в Польше, входит как административная единица в Кольский повет, Великопольское воеводство. Население — 6654 человека (на 2006 год).

## Соседние гмины
1. Гмина Брудзев
2. Гмина Домбе
3. Гмина Коло
4. Коло
5. Гмина Крамск
6. Гмина Кшимув
7. Гмина Владыславув